# Klausenpasset
Klausenpasset (1.948 m.o.h.) er et bjergpas i de schweiziske alper. Vejen forbinder byerne Altdorf i kantonen Uri med Linthal i kantonen Glarus. Passet ligger i de såkaldte Glarner Alper.
Noget usædvanligt ligger grænsen mellem de to kantoner ikke ved toppen af passet, men ca. 8 km nede ad skråningen mod Linthal. Vejen er normalt lukket mellem oktober og maj på grund af kraftigt snefald på passet. I den åbne periode krydser en postbus passet flere gange om dagen.
Vejen over passet blev anlagt i 1948.

## Galleri
- Udsigt mod Linthal-siden af passet
- Sne på Klausen
- Hotel Klausenpasshöhe[9]

## Historie
Klausenpaset har været en betydningsfuld pasvej i århundreder: den russiske general Aleksandr Suvorov ledte sin hær over Klausen i 1799. Klausenpasset blev ikke brugt som handelsrute under romersk tid eller i middelalderen. Det blev primært brugt til at drive kvæg op til alpernes højtliggende græsenge. Interessen for Klausenpasset begyndte med åbningen af Gotthard jernbanen, da passet repræsenterede en øst-vest adgangsrute.
Det berømte Klausen motorløb fandt sted mellem 1922 og 1934, og titusinder af tilskuere tog opstilling langs pasvejen for at se dette spektakulære motorløb. Siden 1993 er løbet blevet afholdt med nogle års mellemrum med hundredvis af veteranbiler og motorcykler. Interessen blandt tilskuere er lige så høj som i gamle dage. Løbet blev senest kørt i 2013.